# 北永川站
北永川站（：／ Bugyeongcheon yeok */?）是中央線沿線的一座鐵路車站，位於韓國庆尚北道永川市。

## 車站結構
站體為1面2線的單邊側式月台。

### 月台配置
| ↑ 軍威  |
| \| 月台 |
| 河陽 ↓  |

## 历史
- 1977年3月1日：落成使用。[1]

## 相鄰車站
韓國鐵道公社
中央線
軍威－北永川－永川